# پارک‌ها و تفریحات
پارک‌ها و تفریحات (انگلیسی: Parks and Recreation) نام مجموعه تلویزیونی ۱۲۵ قسمتی بود که بین سالهای ۲۰۰۹ تا ۲۰۱۴ از شبکه ان‌بی‌سی پخش می‌شد. این مجموعه از گونه کمدی موقعیت است.
ترکیب بازیگران اصلی و مکمل عبارت بود از ایمی پولر، رشیدا جونز، عزیز انصاری، نیک آفرمن، آبری پلازا، پل اشنایدر، کریس پرت، ادام اسکات، راب لو.
پارک‌ها و تفریحات نامزدی‌ها و جوایز متعددی از جمله نامزدی جایزه امی ساعات پربیننده برای مجموعه کمدی برجسته، پنج نامزدی جایزه امی و یک جایزه جایزه گلدن گلوب برای بازیگری پولر و یک نامزدی جایزه گلدن گلوب بهترین مجموعه تلویزیونی – کمدی یا موزیکال را داشته‌است. تایم در شمارهٔ پایانی سال ۲۰۱۲ خود پارک‌ها و تفریحات را برنامه تلویزیونی شمارهٔ یک سال معرفی کرد.

## درجه‌بندی
| فصل | بازه زمانی پخش (ET)                                   | تعداد قسمتها. | شروع شده در     | شروع شده در                  | پایان یافته در | پایان یافته در               | فصل تلویزیونی | رتبه | بینندگان (به میلیون) |
| فصل | بازه زمانی پخش (ET)                                   | تعداد قسمتها. | تاریخ           | بینندگان فصل اول (به میلیون) | تاریخ          | بینندگان فصل آخر (به میلیون) | فصل تلویزیونی | رتبه | بینندگان (به میلیون) |
| --- | ----------------------------------------------------- | ------------- | --------------- | ---------------------------- | -------------- | ---------------------------- | ------------- | ---- | -------------------- |
| 1   | پنجشنبه۸:۳۰بعدازظهر                                   | ۶             | آوریل9, 2009    | 6.77                         | مه14, 2009     | 4.25                         | ۲۰۰۸–۲۰۰۹     | #96  | 6.0                  |
| 2   | پنجشنبه۸:۳۰بعدازظهر                                   | ۲۴            | سپتامبر17, 2009 | 5.00                         | مه20, 2010     | 4.55                         | ۲۰۰۹–۲۰۱۰     | #108 | 4.6                  |
| 3   | پنجشنبه۹:۳۰بعدازظهر                                   | ۱۶            | ژانویه20, 2011  | 6.14                         | مه19, 2011     | 3.72                         | ۲۰۱۰–۲۰۱۱     | #116 | 5.1                  |
| 4   | پنجشنبه۸:۳۰بعدازظهر (۲۰۱۱) پنجشنبه۹:۳۰بعدازظهر (۲۰۱۲) | ۲۲            | سپتامبر22, 2011 | 4.11                         | مه8, 2012      | 3.42                         | ۲۰۱۱–۲۰۱۲     | #134 | 4.4                  |
| 5   | پنجشنبه۹:۳۰بعدازظهر (۲۰۱۲) پنجشنبه۸:۳۰بعدازظهر (۲۰۱۳) | ۲۲            | سپتامبر20, 2012 | 3.50                         | مه2, 2013      | 2.99                         | ۲۰۱۲–۲۰۱۳     | #111 | 4.06                 |
| 6   | پنجشنبه۸:۰۰بعدازظهر (۲۰۱۳) پنجشنبه۸:۳۰بعدازظهر (۲۰۱۴) | ۲۲            | سپتامبر26, 2013 | 3.27                         | آوریل24, 2014  | 2.71                         | ۲۰۱۳–۲۰۱۴     | #115 | 3.76                 |
| 7   | سه شنبه ۸:۰۰بعدازظهر                                  | ۱۳            | ژانویه13, 2015  | 3.75                         | فوریه24, 2015  | 4.15                         | ۲۰۱۴–۲۰۱۵     |      |                      |